# Passage du Prado
Le passage du Prado est un passage couvert situé dans le 10e arrondissement de Paris, en France.

## Situation et accès
Le passage du Prado est l'un des deux passages couverts du 10e arrondissement de Paris, avec le passage Brady, situé légèrement plus au nord sur la rue du Faubourg-Saint-Denis.
Le passage relie la rue du Faubourg-Saint-Denis au boulevard Saint-Denis en formant un coude à angle droit en son milieu. Les deux parties sont reliées par une rotonde.
Le passage du Prado est une voie privée ouverte tous les jours au public de 8 h à 20 h.
Ce site est desservi par la station de métro Strasbourg - Saint-Denis.

## Origine du nom
Le nom du passage fait référence au musée du Prado à Madrid, en Espagne. Il a été donné au passage en 1930. Avant cette date, il est appelé « passage du Bois-de-Boulogne », en référence à un bal public qui s'y trouvait, le bal du Bois-de-Boulogne.
Le style architectural des supports de la verrière renvoie clairement à l’exposition des Arts décoratifs de 1925.

## Historique
Le passage est créé en 1785 sous la dénomination « Passage du Bois-de-Boulogne ». Initialement découvert, il est couvert en 1925.
En 1930, une transformation jugée « ultra-moderne » par Le Petit Parisien donne, selon la même source, lieu à une cérémonie d' « inauguration des superbes magasins qui constituent la Galerie du « Prado », magnifiquement installé dans le passage du Bois-de-Boulogne », présidée par Oscar Dufrenne, conseiller municipal du quartier de la Porte-Saint-Denis, en présence de Lucien Prévost, maire de l'arrondissement, et du colonel Jean Fabry, député de la circonscription.  
Le passage est régulièrement décrié, tant à cause de certaines activités commerciales telles que les ongleries, gênantes pour les riverains, qu'en raison de son état de dégradation ainsi que l'insécurité qui y règne.
Une rénovation est mise en chantier le 26 mars 2012. Elle s'est déroulée comme suit : en mai 2012, démolition du sol, réfection des alimentations et coulage d'une dalle de béton. De mai à fin juin 2012, réfection des fermes, de l’installation électrique et mise en place des éclairages. Début juillet 2012, mise en place du revêtement de sol définitif. Il s'agit d'un produit innovant constitué d'asphalte incrusté de morceaux de verre et poli. La mise en lumière est assurée par l'artiste Yann Kersalé.
En 2014, les habitants du quartier, réunis au sein de trois associations, multiplient les initiatives pour rendre le passage plus serein ; avec deux cents signatures, une pétition qui dénonce la dégradation totale du cadre de vie a été remise à Bertrand Delanoë.  

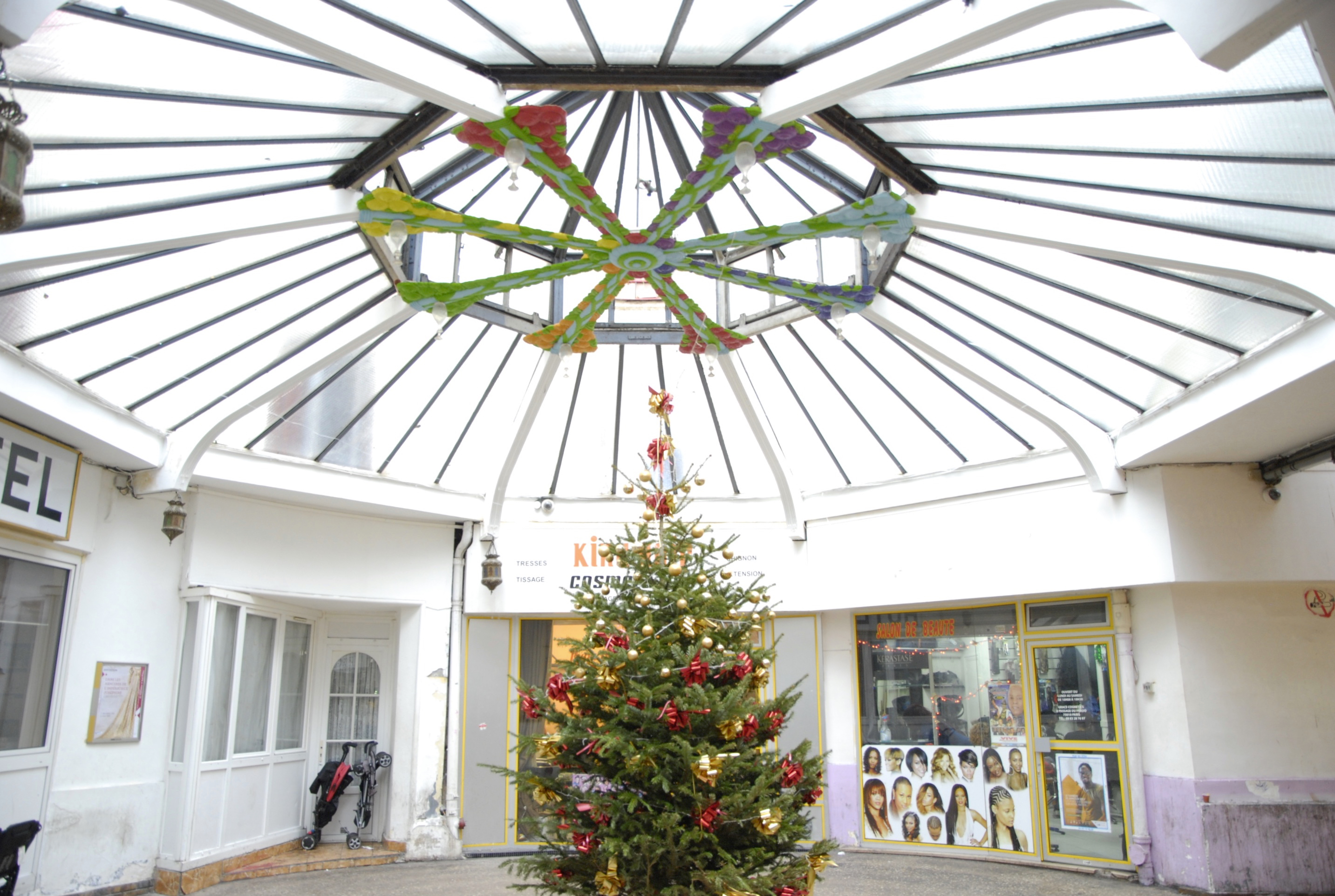
La verrière Art déco, après rénovation.
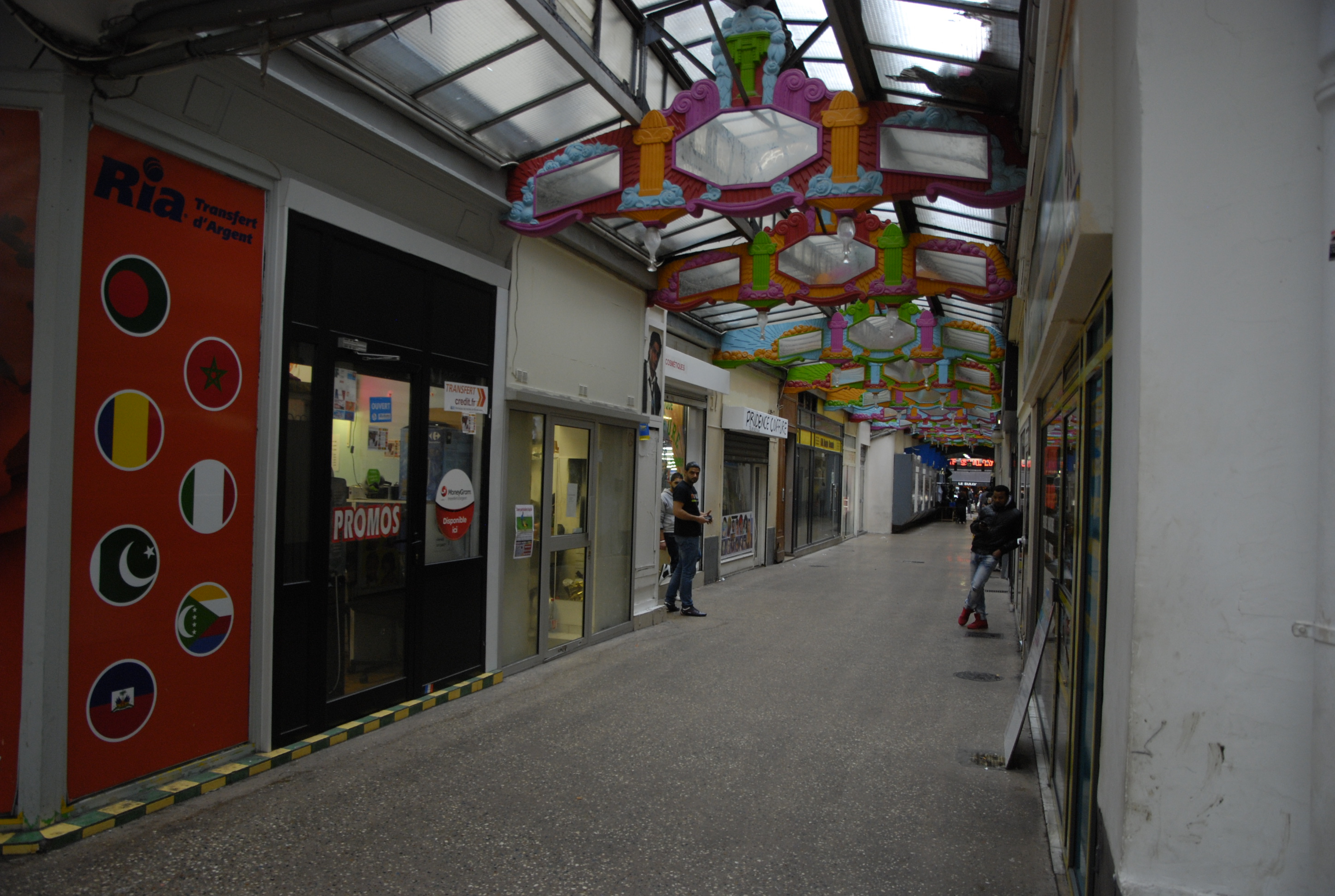
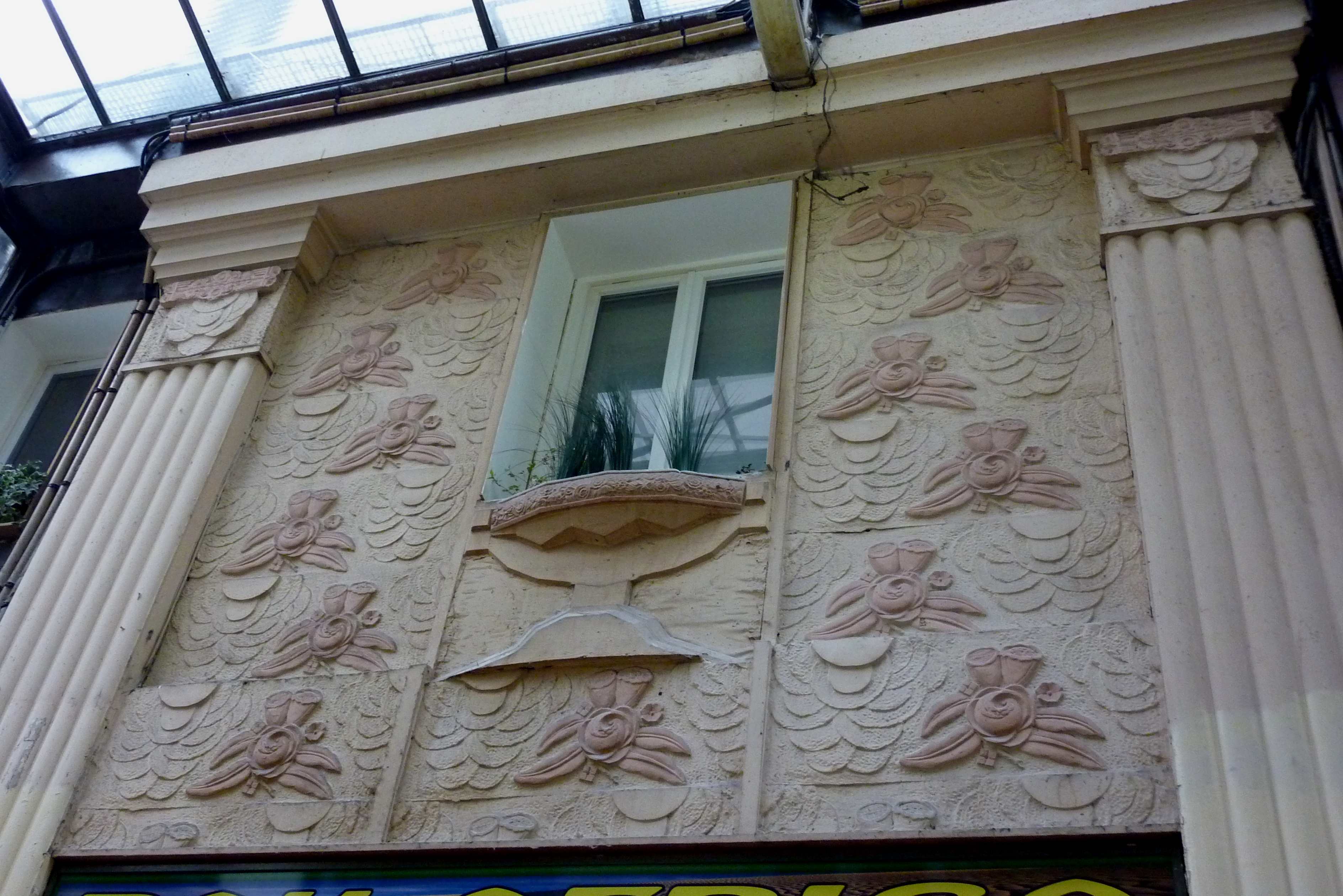
Façade 1925.
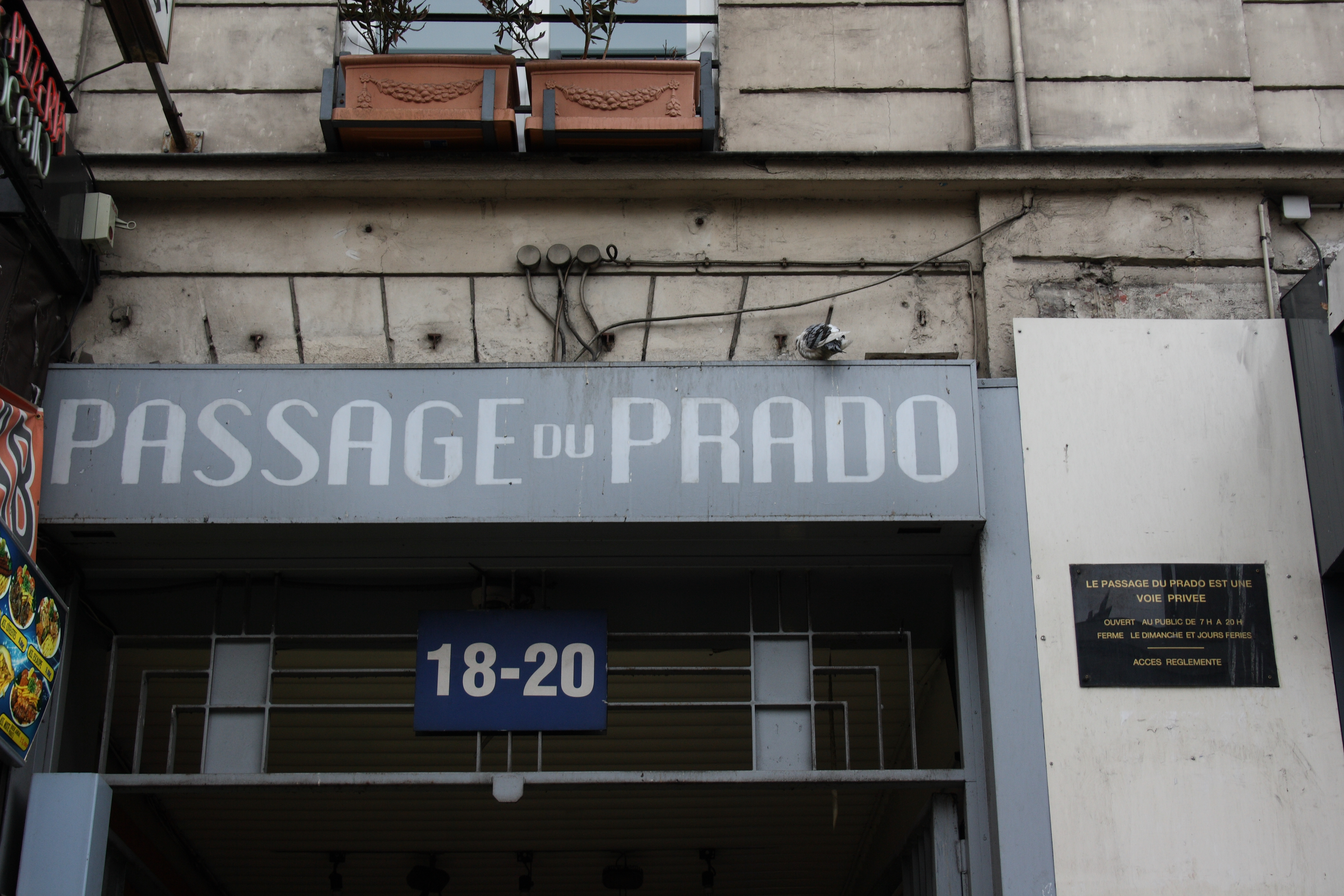
Entrée.
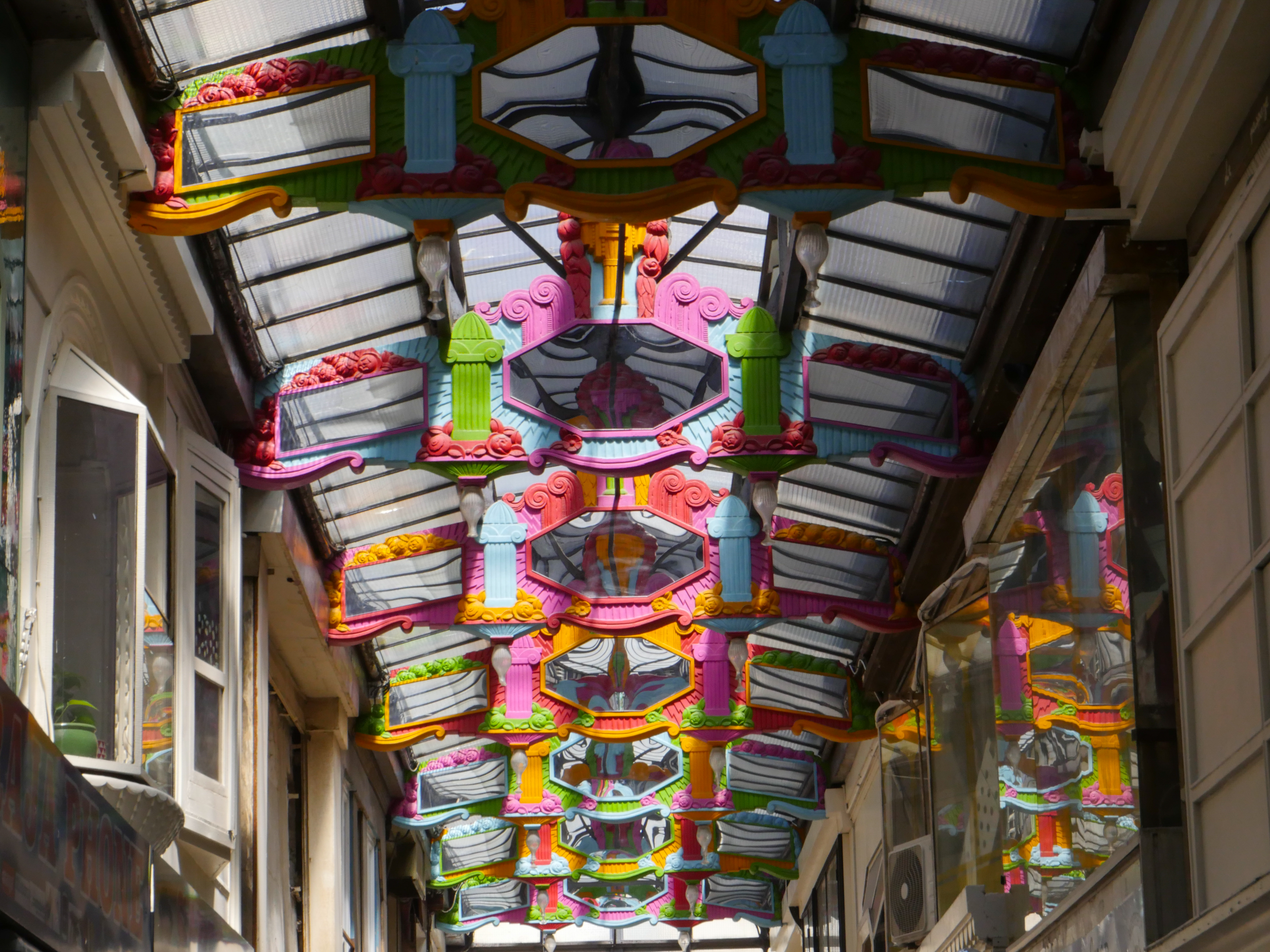
Fermes Art déco, après rénovation.